# ایزو ۹۹۹۸
سیارک ۹۹۹۸ (به انگلیسی: 9998 ISO، نامگذاری:1293T-1) نه هزار و نهصد و نود و هشتمین سیارک کشف شده‌است که در ۲۵ مارس ۱۹۷۱ کشف شد.
قدر مطلق سیارک برابر ۱۵٫۲۰ است.